# یوهانس ورنر

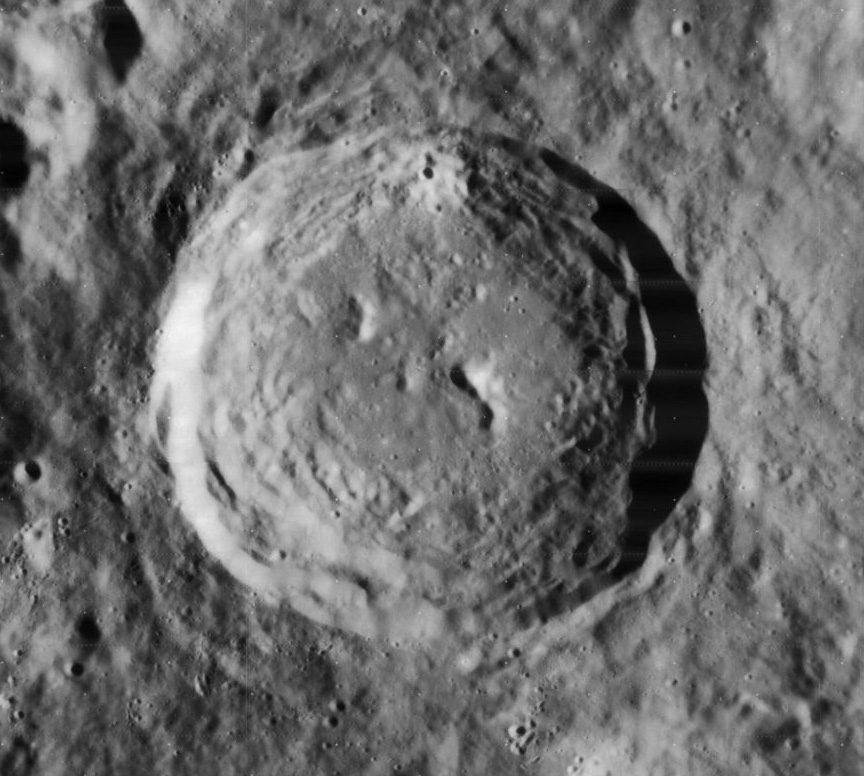
دهانه ورنر ماه

یوهانس ورنر (لاتین: Ioannis Vernerus; ۱۴ فوریهٔ ۱۴۶۸ – تاریخ ورودی نامعتبر است) ریاضی‌دان، ستاره‌شناس، و ستاره‌بین اهل نورنبرگ آلمان بود. او دستی هم در ساختن ساز داشت. دهانه ورنر ماه به افتخار او نامگذاری شده‌است.